# 우르 제3왕조
우르 제3왕조(수메르어: 𒉆𒈗𒋀𒀕𒆠 남루갈 우림, '우르 왕조')는 우르에 기반을 둔 기원전 2112년에서 기원전 2004년까지 우르를 중심으로 존재한 수메르 왕조로, 비교적 짧은 기간이지만, 지역 기반의 정치세력을 유지한 왕조이며, 일부 역사가들은 초기 제국으로 평가하기도 한다. 우르 제3왕조는 수메르 부흥기 또는 우르 제3제국으로 명명되기도 하며, 신수메르 제국(영어: Neo sumerian empire)이라고 불리기도 한다.
우르 제3왕조는 메소포타미아 지방에서, 여러 세기에 걸친 아카드 제국과 구티족 왕들의 지배 이후에 권력을 장악하게 되었으며, 이신, 라르사, 에쉬눈나 등의 도시를 세력권에 포함시켰고, 북쪽으로는 제지라(Jezira)까지 확장하였다.

## 역사
우르 제3왕조는 아카드 제국이 무너진 뒤 얼마지 않아 시작되었다.
아카드 제국의 마지막 왕, 샤르-카리-샤르리(Shar-kali-sharri)와, 우르 제3왕조의 첫 번째 왕인, 우르-남무 사이의 기간에 대한 사료는 별로 알려진 것이 없으나, 대부분의 아시리아 학자들은 강성한 도시국가들 간의 주도권 다툼이 있었을 것으로 추측한다.
우르 제3왕조의 탄생에 대한 정확한 정황은 밝혀지지 않았으나, 몇 가지 이론들이 있다.
그 중 한 가지는, 원래 장군이었던 우르-남무가 왕조를 세웠다는 것이다. 이 가설에 따르면 그가, 우르크의 왕 우트-헤갈(Utu-hegal) 왕을 대체하였고, 우트-헤갈은 그 전에 구트 왕 티리간도 폐위시켰다. 수메르 왕명록에 따르면, 우트-헤갈은 7년동안 재위하였다.
다른 한 가지는, 우트-헤갈이 우루크를 다스릴 때, 우르-남무가 그의 사령관이었다는 것이다. 우르에서 발견된 두 개의 석판에서는 우르 남무의 생애를 말해주고 있다. 첫 번째 가설과 유사하게, 학자들은 우르-남무가 우트-헤갈에 반기를 들고, 무력으로 권력을 장악하였을 것으로 추측한다.
또 다른 가설에서는 우르-남무는 우트-헤갈의 가까운 친척이고, 후자가 통치권을 양도했다는 것이다. 우르-남무가 우르를 4년간 통치한 후에, 라가시와의 전쟁에서 라가시의 왕을 제거하면서 더욱 더 명성을 얻게 된다. 전쟁 이후, 우르-남무가 수메르와 아카드의 왕이라는 칭호를 얻은 것으로 보인다.
어떻게 왕권이 이어졌는지는 불확실하지만, 일부 학자들은 우르-남무가 무력으로 왕위를 찬탈했다는 데에는 반대하고 있다. 한 가지 근거로는 우르와 우루크가 단절 없이 계속해서 가까운 관계를 유지했다는 점이다.
또한 메소포타미아 왕들은 적들을 비난하는 경향을 보이는데, 그러한 증거들이 발견되지 않는다.
많은 중요한 변화가 슐기의 통치하에서 이루어졌다. 그는 제국의 권력을 중앙에 집중시키고, 행정 절차들을 표준화하는 데 힘썼다. 그는 행정절차, 기록문서, 조세제도, 달력 등을 표준화한 것으로 인정받고 있다. 그는 우르에 상비군을 배치하였다. 슐기 왕은 살아 있는 동안 신격화되는 영예를 누렸다.
기원전 2004년 엘람인의 침입으로 우르 제3왕조가 멸망하고, 바빌로니아는 외세(外勢)인 아모리의 영향권 안으로 들어가게 된다.

### 왕명표
아시리아 학자들은 정확한 연표를 만들기 위해 많은 노력을 기울이고 있지만 아직까지는 하나로 통일되지 않았다. 일반적으로 전통 연표와, 근년 연표(오늘날로부터 전통 연표보다 햇수가 좀 더 가깝다)로 나뉘며 다음과 같다.
| 왕명                 | 전통 연표    | 근년 연표 |
| -------------------- | ------------ | --------- |
| 우트-헤갈(Utu-hegal) | 2119-2113    | 2055-2048 |
| 우르-남무(Ur-Nammu)  | 2112-c. 2095 | 2047-2030 |
| 슐기(Shulgi)         | 2094-2047    | 2029-1982 |
| 아마르-신(Amar-Sin)  | 2046-2037    | 1981-1973 |
| 슈-신(Shu-Sin)       | 2037-2027    | 1972-1964 |
| 이비-신(Ibbi-Sin)    | 2026-2004?   | 1963-1940 |

## 같이 보기
- 수메르
- 바빌로니아
- 메소포타미아